# Вудбайн (Канзас)
Вудбайн (англ. Woodbine) — місто (англ. city) в США, в окрузі Дікінсон штату Канзас. Населення — 157 осіб (2020).

## Географія
Вудбайн розташований за координатами 38°47′44″ пн. ш. 96°57′34″ зх. д. / 38.79556° пн. ш. 96.95944° зх. д. (38.795565, -96.959351).  За даними Бюро перепису населення США в 2010 році місто мало площу 0,42 км², уся площа — суходіл.

## Демографія
Згідно з переписом 2010 року, у місті мешкало 170 осіб у 70 домогосподарствах у складі 45 родин. Густота населення становила 405 осіб/км².  Було 85 помешкань (203/км²).
Расовий склад населення:
| - 92,9 % — білих - 2,4 % — чорних або афроамериканців - 1,8 % — корінних американців - 1,2 % — осіб інших рас |

До двох чи більше рас належало 1,8 %. Частка іспаномовних становила 11,2 % від усіх жителів.
За віковим діапазоном населення розподілялося таким чином: 23,5 % — особи молодші 18 років, 63,0 % — особи у віці 18—64 років, 13,5 % — особи у віці 65 років та старші. Медіана віку мешканця становила 38,8 року. На 100 осіб жіночої статі у місті припадало 104,8 чоловіків;  на 100 жінок у віці від 18 років та старших — 120,3 чоловіків також старших 18 років.
Середній дохід на одне домашнє господарство  становив 63 778 доларів США (медіана — 50 000), а середній дохід на одну сім'ю — 66 160 доларів (медіана — 60 500). За межею бідності перебувало 17,6 % осіб, у тому числі 11,8 % дітей у віці до 18 років та 0,0 % осіб у віці 65 років та старших.
Цивільне працевлаштоване населення становило 91 осіб. Основні галузі зайнятості: освіта, охорона здоров'я та соціальна допомога — 28,6 %, публічна адміністрація — 14,3 %, фінанси, страхування та нерухомість — 14,3 %.